# Kinjaruanda
Kinjaruanda (IPA: [iciɲɑɾɡwɑːndɑ] ili IPA: [iɟiɲɑɾgwɑ:ndɑ]), poznat kao Urufumbira u Kisorou, je zvanični jezik Ruande, nigersko-kongoanski jezik centralne bantu grupe, kojim govori 
7.504.900 ljudi, najviše u Ruandi (6.490.000; 1998), a ostali u Ugandi i 250.000 u Demokratskoj Republici Kongo, u provinciji Nord Kivu.
Kinjaruanda je jedan od četiri zvanična jezika Ruande (zajedno sa Engleskim, Francuskim i Kisvahili) i priča ga skoro cela domorodačka populacija. U suprotnosti sa većinom modernih Afričkih država, granice ove države nisu izabrale kolonijalne sile i ona je održala etničke granice.
Jezik ima nekoliko dijalekata: igikiga (kiga, tshiga), bufumbva, hutu (lera, ululera, hera, ndara, šobio, čogo, ndogo) i rutva (tva) u Ruandi; bviša (kinjabviša), mulenge (kinjamulenge) i tva u Demokratskoj Republici Kongo; dijalekt rufumbira (448.000) iz Ugande je možda poseban jezik, a tva je u Ugandi izumro.